# Endogeneidad (economía)
En estadística, se dice que hay endogeneidad cuando existe una correlación entre un parámetro o variable y el término de error. La endogeneidad puede surgir como resultado de un error de medición, una autorregresión con autocorrelación de errores, simultaneidad y variables omitidas. En términos generales, un lazo de causalidad entre las variables independientes y dependientes de un modelo conduce a la endogeneidad.
Por ejemplo, en un simple modelo de oferta y demanda, al momento de predecir la cantidad demandada en equilibrio, el precio es endógeno, porque los productores cambian su precio en función de la demanda y los consumidores cambian su demanda en respuesta a los precios. En este caso, se dice que la variable de precio tiene endogeneidad total una vez conocidas las curvas de demanda y oferta. En contraste, un cambio en el consumo debido a un cambio en los gustos o preferencias de los consumidores sería un cambio exógeno en la curva de demanda.

## Exogeneidad frente a endogeneidad
En un modelo estocástico, se pueden definir las nociones de exogeneidad de costumbre, exogeneidad secuencial y fuerte/exogeneidad estricta. La exogeneidad está articulada de tal manera que una variable o variables son exógenas para el parámetro {\displaystyle \alpha }. Incluso si una variable es exógena para el parámetro {\displaystyle \alpha }, podría ser endógena para el parámetro {\displaystyle \beta }.
Cuando las variables explicativas no son estocásticas, entonces son fuertemente exógenas para todos los parámetros.
El problema de la endogeneidad se produce cuando la variable independiente se correlaciona con el término de error en una regresión. Esto implica que el coeficiente de regresión por mínimos cuadrados ordinarios (MCO) va a estar sesgado, aunque, si la correlación no es simultánea, entonces aún puede ser consistente. Hay muchos métodos para superar este problema, incluyendo las variables instrumentales y la corrección de selección de Heckman.

## Modelos estáticos
Las siguientes son algunas fuentes comunes de carácter endógeno.

### Se omite alguna variable
En este caso, la endogeneidad proviene de una variable de error no controlada. Una variable se correlaciona tanto con una variable independiente en el modelo y con el término de error (equivalentemente, la variable omitida afecta tanto a la variable independiente como por separado ala variable dependiente). Supóngase que el "verdadero" modelo a estimar es,
{\displaystyle y_{i}=\alpha +\beta x_{i}+\gamma z_{i}+u_{i}}
pero se omite {\displaystyle z_{i}} (tal vez porque no se dispone de una medida para él), cuando se ejecuta la regresión analizada. Los valores de {\displaystyle z_{i}} serán absorbidos por el término de error, y será necesario estimar
{\displaystyle y_{i}=\alpha +\beta x_{i}+\varepsilon _{i}}      (donde {\displaystyle \varepsilon _{i}=\gamma z_{i}+u_{i}})

Si la correlación de {\displaystyle x} y {\displaystyle z} no es 0, y z afecta por separado a y (lo que significa que {\displaystyle \gamma \neq 0}), entonces x se correlaciona con el término de error {\displaystyle \varepsilon }.
Aquí, {\displaystyle x} y 1 no son exógenos para alfa y beta, ya que, dados x y 1, la distribución de y depende no sólo de alfa y beta, sino también de z y de gamma.

### El error de medición
Supóngase que no se consigue una medida perfecta de una de las variables independientes. Imagínese que, en lugar de observar {\displaystyle x_{i},} se observa {\displaystyle x_{i}=x_{i}^{*}-\nu _{i}} donde {\displaystyle \nu _{i}} es el "ruido" de medición. Cuando se trata de estimar la siguiente regresión univariada
{\displaystyle y_{i}=\alpha +\beta x_{i}+\varepsilon _{i}}
que en realidad se termina de estimar como
{\displaystyle y_{i}=\alpha +\beta (x_{i}^{*}-\nu _{i})+\varepsilon _{i}}
{\displaystyle y_{i}=\alpha +\beta x_{i}^{*}+(\varepsilon _{i}-\beta \nu _{i})}
{\displaystyle y_{i}=\alpha +\beta x_{i}^{*}+u_{i}}    (donde {\displaystyle u_{i}=\varepsilon _{i}-\beta \nu _{i}})